# Вольф-Ландмарк-Мелотт
Неправильная галактика Вольф-Ландмарк-Мелотт (WLM) была обнаружена в 1909 году Максом Вольфом и находится в созвездии Кита на краю Местной группы. Открытие галактической природы этого объекта принадлежит Кнуту Ландмарку и Филиберу Жаку Мелотту в 1926 году.

## Звездообразование
В 1994 году А. И. Дольфин, используя космический телескоп «Хаббл», построил диаграмму «цвет — звёздная величина» для WLM. Она показала, что примерно половина звёзд галактики образовалась во время вспышки звездообразования, которая началась около 13 млрд лет назад. Во время вспышки металличность WLM выросла с [Fe/H] ~ −2,2 до [Fe/H] −1,3. На диаграмме отсутствовала горизонтальная ветвь, поэтому А. И. Дольфин пришел к выводу, что темп звездообразования в период с 12 до 15 млрд лет назад не превышал ~20 M☉ на миллион лет. А в период с 2,5 до 9 млрд лет назад средняя скорость звездообразования повысилась до 100—200 M☉ в млн лет.

## Шаровое скопление
В WLM известно одно шаровое скопление, для которого исследователь Ходж (Hodge et al. (1999)) определил абсолютную величину Mv = −8,8, металличность [Fe/H] = −1,5 и возраст ~15 млрд лет. Светимость этого скопления чуть больше среднего показателя по шаровым скоплениям. Кажущееся отсутствие маломассивных шаровых скоплений не может быть объяснено слабыми приливными силами системы WLM.

## Упоминания в литературе
Туманность Ландмарка упоминается в цикле произведений Э. Э. «Дока» Смита.